# Gazza minuta
Cá ngãng (Danh pháp khoa học: Gazza minuta) là một loài cá biển trong họ cá liệt Leiognathidae, thuộc bộ cá vược, là loài bản địa của vùng Ấn Độ Dương và Thái Bình Dương. Loài cá này còn được gọi là cá bạc hay cá mắm mỡ. Đây là loài cá có giá trị kinh tế.

## Đặc điểm
Loài cá này là loài cá nhỏ sống sâu dưới mặt nước từ 30–60 mét, gần bờ, sống ở tầng giữa hay tầng đáy của biển. Cá ngãng là loại thực phẩm giàu dinh dưỡng, có hàm lượng chất đạm cao, chất lượng tốt và các amino acid cân đối. Cá có nhiều chất khoáng và Vitamin, các khoáng chất như sắt, kẽm và calci ít chất béo rất tốt cho cơ thể. Cá ngãng có thịt trắng, thơm ngọt, trắng phau, ít xương béo ngọt. Thịt cá rất lành, hàm lượng đạm cao, chứa nhiều calci, nhiều vitamin rất tốt cho cơ thể. Cá ngãng được chế biến thành những món ăn ngon như canh chua, cháo hay kho tiêu vừa ngon miệng lại bổ dưỡng.

## Trong thơ ca
Trong bài thơ "Đoàn thuyền đánh cá", nhà thơ Huy Cận mô tả: "Hát rằng: cá bạc biển Đông lặng/Cá thu biển Đông như đoàn thoi/Đêm ngày dệt biển muôn luồng sáng/Đến dệt lưới ta đoàn cá ơi!". Trong bài thơ có mô tả về "Cá bạc biển Đông lặng" và đàn cá bạc này được hiểu theo nghĩa thơ văn có nghĩa "bạc" là nhiều, phong phú, giàu có (rừng vàng, biển bạc) tuy nhiên với chi tiết đối xứng của nó là "cá thu biển Đông như đoàn thoi" thì xét ở phương diện tương xứng của từ ngữ thì ở trên nói "cá bạc biển đông", dưới lại nói "cá thu biển đông" thì đó lại là những loài cá khác nhau.
Theo từ điển bách khoa Việt Nam, Trung tâm biên soạn từ điển bách khoa Việt Nam, Hà Nội 1991 thì loài cá bạc này còn được gọi là cá ngãng, cá mắm mỡ là loài cá nhỏ sống sâu dưới mặt nước, sống ở tầng giữa hay tầng đáy của biển. Do đó "Ca bạc biển Đông lặng" chỉ về hoạt động của cá không gây xao động trên mặt nước. Trái lại cá thu là loài cá nổi và cá thu lướt sóng từng đoàn như đoàn thoi. Nhà thơ đã có kiến thức về cuộc sống, về thiên nhiên. Chi tiết "cá bạc" nói trên cho thấy Huy Cận đã tìm hiểu được nhiều loài cá phong phú của Việt Nam và bài thơ có tính thực tế. 